# 圣让德利韦尔赛
圣让德利韦尔赛（法語：Saint-Jean-de-Liversay，法語發音：[sɛ̃ ʒɑ̃ də livɛʁsɛ]）是法国滨海夏朗德省的一个市镇，位于该省北部，属于拉罗谢尔区。

## 地理
圣让德利韦尔赛（46°16'8"N, 0°52'28"W）面积41.42 平方千米，位于法国新阿基坦大区滨海夏朗德省，该省份为法国西部滨海省份，北起旺代省，西临大西洋，南至吉倫特省，东南接多爾多涅省，东北接德塞夫勒省接壤，东临夏朗德省。
与圣让德利韦尔赛接壤的市镇（或旧市镇、城区）包括：费里耶尔、马朗、尼阿耶多尼斯、圣西尔迪多雷、圣索沃尔多尼斯、托贡、利勒代勒、维克斯。

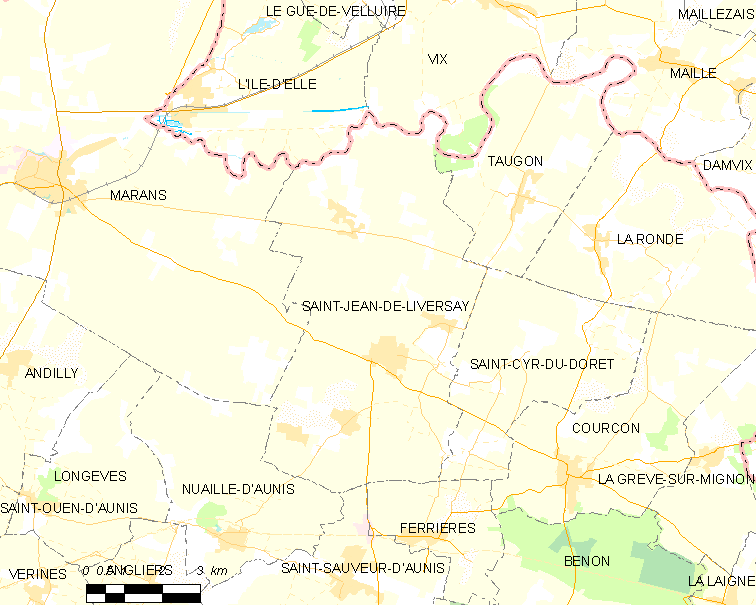
圣让德利韦尔赛的OSM定位图

圣让德利韦尔赛的时区为UTC+01:00、UTC+02:00（夏令时）。

## 行政
圣让德利韦尔赛的邮政编码为17170，INSEE市镇编码为17349。

## 政治
圣让德利韦尔赛所属的省级选区为马朗县。

## 人口

1962-2008年间圣让德利韦尔赛人口变化图示

圣让德利韦尔赛于2022年1月1日时的人口数量为3050人。